# В погоне за «Лисом»
«В погоне за „Лисом“» (англ. After The Fox) — кинофильм совместного производства Великобритании, Италии и США, режиссёром которого выступил Витторио де Сика.

## Сюжет
История начинается в Каире с кражи $ 3 млн в золотых слитках. Ворам нужен способ контрабанды двух тонн золота в слитках в Европу. Есть только четыре преступника, которые могли бы незаконно ввести контрабанду: один из них француз (но он с трудом шевелится в своей инвалидной коляске), другой из Ирландии (но так близорук, что он арестован при попытке ограбления полицейского участка, хотя планировал захватить банк), третий — немец (но так заплыл жиром, что едва проходит через дверь). И остаётся единственный человек, способный обмануть Интерпол. Его зовут Альдо Вануччи, также известный, как «Лис», мастер перевоплощений. Вануччи выдает себя за итальянского режиссёра-неореалиста Федерико Фабрици. Он планирует провезти золото по берегу среди бела дня, как часть сцены в своём артхаусном фильме. Чтобы съёмки фильма, который получил соответствующее ему название «Золото Каира», не казались фальшивыми, он приглашает на главную роль известного американского актёра Тони Пауэлла. Фабрици привлекает население Севалио, небольшого рыбацкого посёлка, разгрузить похищенные слитки. Вануччи пойман, а его «фильм» используется в качестве доказательства.

## В ролях
- Питер Селлерс — Альдо Вануччи / Федерико Фабрици
- Бритт Экланд — Джина Вануччи / Джина Романтика
- Виктор Мэтьюр — Тони Пауэлл
- Аким Тамирофф — Окра
- Мартин Балсам — Гарри
- Паоло Стоппа — Полио
- Витторио де Сика — камео